# آلکس کازومبا
آلکس کازومبا (به پرتغالی: Alex dos Santos Cazumba) مدافع اهل برزیل است که در شهر املیا رودریجس، باهیا و در تاریخ ۳۰ ژوئن ۱۹۸۸ به دنیا آمده‌است.
آلکس کازومبا در تیم‌های فوتبال سائوپائولو سابقهٔ حضور دارد.
پست وی مدافع است و اکنون در تیم Operário Ferroviário بازی می‌کند.